# Біле Озеро (Майнський район)
Біле Озеро (рос. Белое Озеро) — село в Майнському районі Ульяновської області Російської Федерації.
Населення становить 431 особу. Входить до складу муніципального утворення Ігнатовське міське поселення.

## Історія
Від 2004 року входить до складу муніципального утворення Ігнатовське міське поселення.

## Населення
| 2010 |
| ---- |
| 431  |